# Joop Kruis
Johannes Christiaan (Joop of Jopie) Kruis (Amsterdam, 1944) is een Nederlands amateur- en beroepsbokser in ruste.
Hij is de oudste zoon van Mozes Kruis en Jitske Onderstal. Vader was werkzaam in allerlei beroepen, voornamelijk marktkoopman op het Waterlooplein.
Jopie Kruis doorliep de lagere school, maar vocht toen al met jan en alleman, reden waarom hij steeds van school werd gestuurd. Hij ging verder naar de zevende klas, praktijkgericht onderwijs (LAVO). Daarna hielp hij zijn vader op de markt van het Waterlooplein. Het gezin woonde toen voornamelijk in de Jodenbuurt (Weesperstraat en Rapenburgerstraat). In 1963 overleed plotseling zijn vader (“hij werd niet wakker”) en Joop Kruis moest het geld gaan verdienen. Alhoewel hij nog geen 21 jaar was, kreeg hij toch toestemming voortaan als marktkoopman door het leven te gaan. Via een kennis op de markt raakte hij in contact met het boksen. Het was een gevolg van uitdaging, dat Kruis ging leren boksen in de boksschool van Piet ter Meulen aan de Singel. Kruis werd al snel bekend als knock outbokser en werd vier keer Nederlands amateur- of professioneel kampioen middengewicht. Kruis kreeg daarbij hulp van Co Prins, de voetballer van AFC Ajax en ook masseur Salo Muller van die club. Het leven van een professioneel bokser ging toen niet over rozen. Er waren weinig nationale uitdagers en de vergoedingen waren laag. Dat betekende dat hij vaak moest boksen tegen buitenlandse boksers, die veel beter geoutilleerd werden en meer inkomsten hadden. Uiteindelijk bleek Kruis te vriendelijk (zelf omschrijft hij het als voorzichtigheid) voor het boksen. De Tijd omschreef hem in 1970 als 
Hij is fysiek sterk, hij ziet het boksen goed, stoot met beide vuisten hard en is bereid ook nog wel het een en ander voor zijn halve beroep te doen.
Dat alles leidende tot een verliespartij tegen de Duitse middengewichtkampioen Hans-Dieter Schwartz. Voor de titelgevechten in december 1970 in Carré stelde hij zijn titel beschikbaar. . Genoemd artikel leverde hem het commentaar op dat hij angstig zou zijn, hetgeen hij ontkende. Hij was voorzichtig en was niet bereid tegen een geringe vergoeding al te veel letsel op te lopen. Dat was de reden dat hij in september 1971 opnieuw in de ring stond voor een gevecht tegen Nico Aloserij, opnieuw in Carré. In november 1971 wist Kruis nog te winnen van Ivoriaan Ouedrago; de wedstrijd stond onder toezicht van Ben Bril.
In de jaren tachrtig en negentig kwam Kruis voornamelijk in het nieuws als trainer van Pedro van Raamsdonk, Lucia Rijker en kooivechter Gegard Mousasi.
Het werk in de bokswereld combineerde hij steeds met het vak van winkelier in de meubelbranche; hij had winkels in de Javastraat en Spaarndammerstraat. Hij woonde een tijdje in Amsterdam-Noord maar verhuisde in de jaren negentig naar een woonark in Vinkeveen. Van daaruit maakte hij kennis met André Hazes sr. en ze trokken dikwijls op, zodat het gerucht ging dat Kruis zijn lijfwacht was.
Kruis was al vanaf jongs af aan bevriend met judoka Willem Ruska. Hij is degene die de scheve neus veroorzaakte. Tijdens een partijtje stoeien in het Heiligewegbad kwam Kruis ten val en de neus (Neus is zijn bijnaam) kwam nooit meer recht te staan, Kruis vond rechtzetten niet belangrijk.   